# Кухня (фильм)
«Кухня» (исп. La Cocina) — художественный фильм мексиканского режиссёра Алонсо Руиспаласиоса с Руни Марой и Одедом Фером в главных ролях. Премьера состоялась в феврале 2024 года в рамках основной программы 74-го Берлинского международного кинофестиваля.

## Сюжет
Действие фильма происходит на кухне одного из ресторанов в Нью-Йорке. Работу в этом ресторане получает 12-летняя Эстеллита из Мексики, и на её глазах разворачивается красочная и разнообразная жизнь коллектива, состоящего по большей части из латиноамериканцев. Действие разворачивается в течение одного дня и выглядит во многом условно: интерьеры выдержаны в стиле 1950-х годов, герои явно не слышали о сотовой связи, заметны элементы сюрреализма.
Литературной основой сценария стала пьеса Арнольда Уэскера «Кухня» (1957), которую в 1961 году экранизировал Джеймс Хилл. Руиспаласиос перенёс действие из Лондона в Нью-Йорк.

## В ролях
- Руни Мара
- Рауль Брионес
- Одед Фер
- Джон Пайпер-Фергюсон
- Лаура Гомес

## Премьера и восприятие
Премьера картины состоялась в феврале 2024 года на 74-м Берлинском международном кинофестивале. Фильм включён в основную программу. Он вызвал интерес критиков и стал одним из фаворитов. При этом оценки «Кухни» неоднозначны. Одни рецензенты высоко оценивают операторскую работу, экранную «химию» между Руни Марой и Раулем Брионесом и многослойность сценария, другие пишут о банальности и архаичности сюжета, надуманности некоторых конфликтов, псевдоинтеллектуальности и вымученности.